# Ponte Governador Nobre de Carvalho
De Ponte Governador Nobre de Carvalho, ook bekend als de Macau-Taipabrug, is een brug in Macau, in de Volksrepubliek China. Het is een tweerichtingsbrug met per richting een rijbaan die het schiereiland Macau bij Casino Lisboa verbindt met het eiland Taipa. Plaatselijk staat de brug bekend als De Oude Brug.
De bouw startte in juni 1970 tijdens het Portugese bestuur. Met een lengte van 2.569,8 meter en een breedte van 9,2 meter is de brug open voor het verkeer sinds oktober 1974. Een deel van de brug is verhoogd om schepen te kunnen laten passeren. Het hoogste punt van de brug ligt op 35 meter boven de zeespiegel. Toen was het de langste ononderbroken brug op aarde. De brug werd vernoemd naar José Manuel de Sousa e Faria Nobre de Carvalho, die gouverneur van Macau was van 25 november 1966 tot 19 november 1974.
In 2005 was de brug tijdelijk gesloten en sinds 2006 is ze weer open, maar alleen voor bussen en taxi's.
De Ponte Governador Nobre de Carvalho is de middelste brug van de drie bruggen van Macau die het schiereiland verbinden met Taipa. De twee andere bruggen zijn de Ponte de Sai Van (de westelijke brug) en de Ponte de Amizade (de oostelijke brug). De brug heeft aan de noordzijde niet meteen een verbinding met het vasteland maar steekt eerst nog het Nam Vanmeer over.